# 29.ª División de Infantería (Alemania)
La 29.ª División de Infantería fue una unidad del ejército alemán creada en el otoño de 1936. Se basó en el antiguo 15.º Regimiento de Infantería de la Reichswehr y atrajo a sus reclutas iniciales de Turingia. Se actualizó a la 29.ª División de Infantería Motorizada en el otoño de 1937. La división también se conocía como la División Falke (División Falcon).

## Historia
La división se movilizó en agosto de 1939 y se unió al XIV Cuerpo del 10.º Ejército alemán para la invasión de Polonia. Participó en el cerco de las fuerzas polacas en Radom, Polonia, y cometió la masacre de Ciepielów.
En diciembre de 1939 fue trasladada al oeste y durante la invasión de Francia se unió al 16.º Ejército. Se utilizó como reserva estratégica durante el viaje por el Canal de la Mancha. Después de la evacuación de Dunkerque se unió al 2.º Ejército Panzer de Heinz Guderian para un avance a través del este de Francia. Luego se empleó en tareas de ocupación hasta principios de 1941.
Al participar en la Operación Barbarroja, estuvo unida al 4.º Ejército alemán y participó en una serie de acciones contra formaciones soviéticas aisladas en Minsk, Smolensk y Briansk. Luego fue enviada para apoyar al 2.° Ejército Panzer de Guderian cerca de Tula. La división perdió la mayoría de sus vehículos y muchos murieron y fueron capturados durante la retirada de Moscú en Mordves, al sur de Kashira en el oblast de Moscú. En 1942 pasó los primeros 6 meses en acción cerca de Oriol y luego, en julio de 1942, fue asignada al 6.º Ejército alemán como parte del Grupo de Ejércitos Sur. Participó en los combates en los accesos a Stalingrado y en la ciudad misma. Fue reasignada para servir como reserva móvil del 4.º Ejército Panzer a finales de septiembre y reubicada detrás del IV Cuerpo que custodiaba el flanco sur de las fuerzas del 6.º Ejército en Stalingrado.
Cuando se lanzó el segundo movimiento de pinza del Ejército Rojo desde el sur, la división fue empujada hacia la esquina suroeste de las fuerzas alemanas embolsadas. Habiéndose mantenido en reserva durante la mayor parte de la campaña de Stalingrado, la división tenía un 90% de fuerza de combate según sus informes. El 21 de enero de 1943 fue atacada por el 21.º Ejército soviético y terminó destruida.
Luego se reconstruyó en Francia a principios de la primavera a partir de la recientemente formada 345.º División de Infantería. Fue transferida a la Campaña Siciliana como la 29.ª División Panzergrenadier durante algún tiempo en la defensa de la ruta del norte a Mesina. A partir de entonces, luchó en Italia en Salerno, Anzio y San Pietro y fue destruida por los británicos en el norte de Italia justo antes del final de la guerra.
En los últimos días de la guerra, el 29 de abril de 1945, la división participó en la masacre de San Martino di Lupari, donde utilizó civiles italianos como escudos humanos contra los ataques partidistas y finalmente ejecutó a 125 rehenes.

## Comandantes
- Generalleutnant Gustav Anton von Wietersheim, 1 de octubre de 1936 - 1 de marzo de 1938
- Generalleutnant Joachim Lemelsen, 1 de marzo de 1938 - 7 de mayo de 1940
- Generalmajor Willibald von Langermann und Erlencamp 7 de mayo de 1940 - 7 de septiembre de 1940
- Generalmajor Walter von Boltenstern septiembre de 1940 - septiembre de 1941
- General Max Fremerey septiembre de 1941 - septiembre de 1942
- General Hans-Georg Leyser septiembre de 1942 - febrero de 1943
- General der Panzertruppe Walter Fries 1 de marzo de 1943 - 5 de marzo de 1943
- Oberst Hans Boelsen 5 de marzo de 1943 - 20 de marzo de 1943
- General der Panzertruppe Walter Fries 20 de marzo de 1943 - 31 de agosto de 1944
- Generalleutnant Fritz Polack 24 de agosto de 1944 - 24 de abril de 1945